# Lipienice (Mazovie)
Pour les articles homonymes, voir Lipienice.
Lipienice [lipjɛˈnit͡sɛ] est un village polonais de la gmina de Jastrząb, du powiat de Szydłowiec et dans la voïvodie de Mazovie.
Il est situé à environ 9 kilomètres à l'est de Szydłowiec et à 108 kilomètres au sud de Varsovie.